# Sie ist weg
Sie ist weg is een nummer van de Duitse hiphopgroep Die Fantastischen Vier uit 1995. Het is de eerste single van hun vierde studioalbum Lauschgift.

## Achtergrondinformatie
"Sie ist weg" gaat over de gevoelens van een verlaten man aan het einde van een romantische relatie. Groepslid Hausmarke kruipt in de huid van de verlaten man, terwijl het andere lid Smudo rapt vanuit het perspectief van een vriend die hem weer moed wil geven. De verlaten man vertelt over zijn eenzaamheid, en hoe hij nauwelijks nog motivatie heeft om te leven sinds hij weer single is. Hij vraagt zich af waarom deze gevoelens hem zo plagen en waarom hij geen zin meer heeft om met andere mensen om te gaan, terwijl hij juist open zou moeten staan voor het ontmoeten van nieuwe vrouwen. Ook worstelt hij met zichzelf en begint hij zich te realiseren welke fouten hij in de relatie heeft gemaakt, die uiteindelijk tot de breuk hebben geleid. Ondertussen probeert zijn vriend hem aan te moedigen om weer meer dingen samen te doen. Maar uiteindelijk komt de verlaten man tot de conclusie dat zijn ex voorgoed weg is en hem "mee heeft genomen".
Het nummer werd een grote hit in Duitsland. De single werd daar goud en bereikte de nummer 1-positie. Ook in Oostenrijk en Zwitserland werd de plaat een hit.

## Tracklijst
- Cd-single

1. Sie ist weg (Video-Version) – 3:55
2. Sie ist weg (Severin-Resonanz-Mix) – 3:58
3. Sie ist weg (Saafi-Bros.-Mix) – 7:12
4. Sie ist weg (DJ Friction-Mix) – 5:07
5. Sie ist weg (F4-Remix – Sie ist weggeschossen) – 5:38
6. Sie ist weg (Pronoia-Mix – Sie ist nicht da) – 6:02